# 卡基奇
卡基奇，是匈牙利巴兰尼亚州所辖的一个村。总面积14.89平方公里，总人口213，人口密度14.3人/平方公里（2011年1月1日）。